# D'Maus Ketti
D'Maus Ketti, ook D'Maus Kätti, is een Luxemburgstalige fabel die in 1936 voor het eerst in druk verscheen.

## Korte achtergrondinformatie
De dichter Antoine Meyer (1801-1857) was de eerste die een Luxemburgse vertaling maakte van De bosmuis en de huismuis, een van de fabels die worden toegeschreven aan de Griekse dichter Aesopus. Politicus Auguste Liesch (1874-1949) debuteerde in 1936 als auteur met zijn bewerking van de fabel, onder de titel D'Maus Ketti : Eng al Geschicht an neie Versen. Hij noemde de hoofdfiguur Ketti en situeerde de veldmuis in Burmerange. De eerste druk van D'Maus Ketti werd verkocht voor vijf Luxemburgse frank, de opbrengst was bestemd ten behoeve van de Ferienkolonien. Dergelijke kolonies waren bedoeld voor schoolkinderen die herstel nodig hadden. 
Decennialang was D'Maus Ketti op lagere scholen in Luxemburg vaste kost en menig Luxemburger kent een of meerdere verzen uit het hoofd. Beeldhouwer Wil Lofy gaf Ketti in brons weer op zijn fonteinbeeld (1986) in Mondorf-les-Bains. en als standbeeld (1993) in Bumerange. Het cultureel centrum Maus Ketti in Bumerange en de Brasserie Maus Kätti in Mondorf werden naar de muis vernoemd. De naam Ketty Maus werd tussen 2006 en 2015 gebruikt als naam van een fictieve vrouw op een voorbeeld van het eerste Luxemburgse biometrische paspoort. In een serie euromunten van de Centrale Bank van Luxemburg, met als thema de culturele geschiedenis van het groothertogdom Luxemburg, werd in 2016 een gouden 10 euro-munt uitgegeven met de beeltenis van D‘Maus Ketti.
In 2020 sprak groothertogin María Teresa op kasteel Berg een nieuwe interpretatie van Liesch' verhaal van de muis in.

## Inhoudsbeschrijving
Ketti, een goedaardige veldmuis, woont eenvoudig in een veld in Burmerange. Ze leeft gezond op tarwe en hazelnoten. Op een dag komt haar nicht Mimi uit Clausen op bezoek. Ketti zet haar een maaltijd voor, die niet in de smaak valt. Mimi schept op over het weldadige eten in de stad. Ze nodigt Ketti uit om met haar in de stad te gaan eten. De twee gaan op stap en sluipen een huis in de stad binnen en doen zich als snel te goed aan een rijk gedekte tafel. Ze worden echter gesnapt door de kater Tunn en zijn vriendin, die de muizen proberen te vangen. De twee kunnen nipt aan hen ontkomen. De doodsbange Ketti besluit daarop onmiddellijk naar huis terug te keren. 

Ech ginn neess heem, et wär mäin Doud,

Dat ass jo hei kee Liewen;

Muss een da fir all Maufel Brout

an dausend Ängschte schwiewen?

Ze leidt liever een eenvoudig leven met eenvoudig voedsel dan te leven in overvloed maar in dagelijkse angst.

## Uitgaven
- 1936  – D'Maus Ketti : Eng al Geschicht an neie Versen – met illustraties van Pierre Blanc. Limpertsberg: Gustav Soupert.
- 1959  – Allerhand an D'Maus Ketty, met illustraties van Pe'l Schlechter. Luxembourg: Ed. du Centre J.-P. Krippler-Muller
- 1966  – Allerhand an D'Maus Ketty, met illustraties van Pe'l Schlechter. Luxembourg: Ed. du Centre J.-P. Krippler-Muller
- 1966  – D'Maus Ketti. Auszug aus dem Buch "Allerhand", met illustraties van Pe'l Schlechter. Luxemburg: Ed. du Centre J.-P. Krippler-Muller.
- 1969  – D'Maus Ketti. Auszug aus dem Sammelband "Allerhand", met illustraties van Willy Faber. Luxemburg: Ed. du Centre J.-P. Krippler-Muller.
- 1973  – D'Maus Ketti. Auszug aus dem Sammelband "Allerhand", met illustraties van Willy Faber. Luxemburg: Ed. du Centre J.-P. Krippler-Muller.
- 1988  – D'Maus Kätti, met illustraties van Romain Schroeder. Christnach: éd. Emile Borschette.
- 1995  – D'Maus Kätti, met illustraties van Leo Reuter. Christnach: éd. Emile Borschette.
- 2003  – D'Maus Kätti, met illustraties van Alison Koch-Kent. Esch-sur-Alzette: Éditions Schortgen. ISBN 87953-977-3
- 2016  – D'Maus Kätti, met illustraties van Sophie Dewalque. Dudelange: Sophiestication.
- 2019  – D'Maus Kätti, met illustraties van Valérie Willame. Differdange: Editions Radar. ISBN 978-2-919958-70-2